# Universidad Andrés Bello
La Universidad Andrés Bello es una universidad privada chilena creada en 1988, desde 2020 perteneciente a la Fundación Educación y Cultura.
Actualmente se encuentra acreditada por la Comisión Nacional de Acreditación (CNA-Chile) por un período de 6 años (de un máximo de 7), desde diciembre de 2022 hasta diciembre de 2028.Figura en la posición 6 dentro de las universidades chilenas según la clasificación webométrica SCImago Institutions Rankings (SIR) 2024.Está en la posición 6 según el ranking de Webometrics 2024. Es una de las cuatro universidades chilenas que figuran en el Ranking Académico de las Universidades del Mundo (ARWU o Shanghái), adjudicándose el lugar 3-4.Está en la posición 10-12 a nivel nacional en el QS Rankings 2024.Está en la posición 17-28 a nivel nacional en el ranking Times Higher Education 2024.

## Historia

### Fundación y definición del proyecto (1988-1996)
La Universidad Andrés Bello fue fundada en octubre de 1988, como un proyecto académico y pluralista, siguiendo los objetivos que perseguía la autorización de la creación de universidades privadas (DFL N.º 1 ).
En 1996, la UNAB vive un ajuste en su estructura propietaria que se traduce, finalmente, en que el ciento por ciento del control de la Universidad y de las empresas afiliadas a ella, quedó en manos de los socios fundadores, quienes integraron la Junta Directiva; además se convoca a un grupo de diversos académicos y científicos para que se incorporen al proyecto universitario. Con este equipo directivo académico y con los ajustes que se le había hecho al proyecto, la UNAB sienta las bases para lograr la autonomía.

### Reorganización y autonomía (1996-2003)
El proceso de reorganización y la nueva estructuración quedaron acreditados en los documentos que emitió el Consejo Superior de Educación (CSE), donde se destacaba el buen nivel alcanzado y las fortalezas que permitían obtener la plena autonomía a fines de 1999. Durante el proceso de evaluación, la Universidad potenció las unidades académicas superiores y básicas, incorporando nuevos equipos académicos en las disciplinas fundamentales, lo que permitió configurar los primeros núcleos de investigación avanzada con participación en el Sistema Nacional de Ciencia y Tecnología (Fondecyt, Fondef y Fontec, entre otros).
Tras el fortalecimiento de la investigación e infraestructura, abrió carreras como Medicina y Odontología, proceso que incluyó el desarrollo de un programa de bachilleratos en Ciencias y Humanidades, además de la incursión definitiva en el área de la salud, firmando convenios con campus clínicos públicos y privados, como los hospitales Naval Almirante Nef (Viña del Mar), El Pino (San Bernardo), Indisa, el del Instituto de Seguridad del Trabajo (Viña del Mar) y el de Viña del Mar, donde en 2010 inauguró un nuevo campus docente.

### Internacionalización (2003-presente)
Desde el año 2000, la Universidad Andrés Bello se convirtió en una de las principales universidades privadas del país, mostrando el mayor aumento en alumnos matriculados con derecho al Aporte Fiscal Indirecto (AFI), con una amplia oferta académica; fue la única universidad privada en formar parte de tres de los seis Programas Milenio, proyectos de investigación avanzada financiados por el Gobierno. Desde entonces ocupa el primer lugar entre las universidades privadas por la cantidad de publicaciones científicas indexadas y tiene la mayor cantidad de profesores en jornada completa. 
Posteriormente, se integró al consorcio internacional Laureate International Universities, lo que permite a sus alumnos de pre y postgrado, convalidar y completar estudios en el extranjero, abordando la doble titulación e incorporando el inglés como segunda lengua en la mayoría de sus carreras.[cita requerida]
En 2009 se inauguraron los nuevos campus en la ciudad de Concepción y en la capitalina comuna de Providencia.
La universidad cuenta con 71 programas de pregrado, 45  de magíster y 9 de doctorado. Posee más de 57.000 alumnos y un personal docente de 4.661, repartidos en diversos campus que se sitúan en Santiago de Chile, Viña del Mar y en Concepción.
En 2015, junto con la Universidad Mayor, fue acreditada por la agencia estadounidense Middle States Association of Colleges and Schools, hasta el año 2020.
El 11 de septiembre de 2020, el grupo Laureate International Universities, que además era dueño de la Universidad de Las Américas, la Universidad Viña del Mar, el Instituto Profesional AIEP y la Escuela Moderna de Música y Danza, finalizó sus operaciones en Chile y anunció el traspaso de sus instituciones en el país a la Fundación Educación y Cultura. Esta decisión se tomó en un contexto de movimientos estratégicos de la red. Dentro de las razones se incluyeron las nuevas medidas que podrían tomarse en materia de educación tras la eventual creación de una nueva constitución producto del plebiscito nacional de Chile de 2020.
En enero del 2023 la Universidad Andrés Bello, logra obtener, por segundo año consecutivo, la certificación Top Employers, posicionándose como la única institución de Educación Superior en Chile y una de las dos universidades en Sudamérica en tener el sello. Esta recertificación reconoce el cumplimiento de prácticas de excelencia en materia de gestión de personas y clima laboral.

## Organización

### Facultades
La universidad cuenta con once facultades en las sedes de Viña del Mar, Concepción y Santiago:
| Facultad                                                                  | Carreras y Programas | Decano                       |
| ------------------------------------------------------------------------- | --- | ---------------------------- |
| Facultad de Arte, Arquitectura, Diseño y Comunicaciones (Campus Creativo) | Arquitectura, Artes Visuales, Diseño de Juegos Digitales, Diseño de Productos, Diseño de Vestuario y Textil, Diseño Gráfico, Periodismo y Publicidad. | Ricardo Abuauad              |
| Facultad de Ciencias de La Vida                                           | Administración en Ecoturismo, Bachillerato en Ciencias, Biología, Biología Marina, Bioquímica, Ingeniería Ambiental, Ingeniería Bioinformática, Ingeniería en Acuicultura, Ingeniería en Biotecnología y Medicina Veterinaria. | Dr. Alfredo Molina           |
| Facultad de Ciencias Exactas                                              | Ingeniería Física, Licenciatura en Astronomía, Licenciatura en Física y Química. | Dr. Pierre-Paul Romagnoli    |
| Facultad de Ciencias de la Rehabilitación                                 | Fonoaudiología, Kinesiología, Terapia Ocupacional. | Dr. Christian Campos Jara    |
| Facultad de Derecho                                                       | Derecho. | Dr. Carlos del Río Ferretti  |
| Facultad de Economía y Negocios                                           | Ingeniería Comercial, Contador Auditor, Ingeniería en Administración de Empresas, Ingeniería en Turismo y Hotelería e Ingeniería en Administración Hotelera Internacional. | Dr. Miguel Vargas            |
| Facultad de Educación y Ciencias Sociales                                 | Bachillerato en Humanidades, Educación Física, Educación General Básica Mención Orientación y Convivencia Escolar, Educación Musical, Educación Parvularia, Entrenador Deportivo, Licenciatura en Filosofía, Licenciatura en Historia, Licenciatura en Letras Mención Literatura, Licenciatura en Trabajo Social Advance, Pedagogía en Inglés para la Enseñanza Básica y Media, Pedagogía en Música, Programa de Pedagogía en Educación Media para Licenciados y Titulados, Psicología, Psicopedagogía, Sociología, Trabajo Social y Licenciatura en Psicopedagogía Online. | Dra. María Gabriela Huidobro |
| Facultad de Enfermería                                                    | Enfermería. | Dra. Mónica Canales Juan     |
| Facultad de Ingeniería                                                    | Geología, Ingeniería Civil, Ingeniería Civil Eléctrica, Ingeniería Civil en Metalurgia, Ingeniería Civil en Minas, Ingeniería Civil Industrial, Ingeniería Civil Informática, Ingeniería en Automatización y Robótica, Ingeniería en Computación e Informática, Ingeniería en Construcción, Ingeniería en Gestión Informática, Ingeniería en Logística y Transporte, Ingeniería en Marina Mercante, Ingeniería en Seguridad y Prevención de Riesgos, Ingeniería en Telecomunicaciones, Ingeniería en Transporte Marítimo, Ingeniería Geológica, Ingeniería Industrial.      | Dr. Alejandro Caroca         |
| Facultad de Medicina                                                      | Medicina, Nutrición y Dietética, Química y Farmacia, Tecnología Médica, Obstetricia. | Dr. Patricio Burdiles Pinto  |
| Facultad de Odontología                                                   | Odontología. | Dra. Joyce Huberman Casas    |

### Campos clínicos
La UNAB cuenta con diversos campos clínicos, que son utilizados por las carreras ligadas al área de salud como Medicina, Enfermería, Tecnología Médica, Obstetricia, Química y Farmacia, Nutrición y Dietética y Medicina Veterinaria. Entre los más importantes se encuentran:
- Santiago: Clínica Indisa, Hospital El Pino, I.M San Bernardo, Hospital Barros Luco, Hospital El Carmen, I.M Lo Barnechea, I.M de Peñalolén, I.M de Renca, I.M El Bosque, CRS Maipú, I.M Lo Prado, Hospital Luis Tisné, Clínica los Coihues, Aramark, más de 230 establecimientos activos.
- Viña del Mar: Hospital Dr. Gustavo Fricke, Hospital Carlos Van Buren, Hospital Naval Almirante Nef, Corporación Municipal de Valparaíso, Clínica Los Carrera, Hospital IST, Hospital Claudio Vicuña, Policlínico Parroquial, Hospital San Martín de Quillota, Corporación Municipal de Quilpué, Fundación Las Rosas, Hospital Clínico de Viña del Mar, Aramark, Corporación para la Nutrición Infantil-CONIN, más de 180 establecimientos activos.
- Concepción: Hospital de Tomé, Hospital Penco-Lirquén, Hospital de Angol, Clínica Bio Bio, Hospital Naval, Hospital Santa Juana, Fundación Las Rosas, Hogar de Cristo, Corporación para la Nutrición Infantil-CONIN, Hospital de Los Ángeles, Hospital de Mulchén, Hospital Clínico del Sur, CATIM, Dirección de Salud Municipal Concepción, más de 90 establecimientos activos.

### Sedes e infraestructura

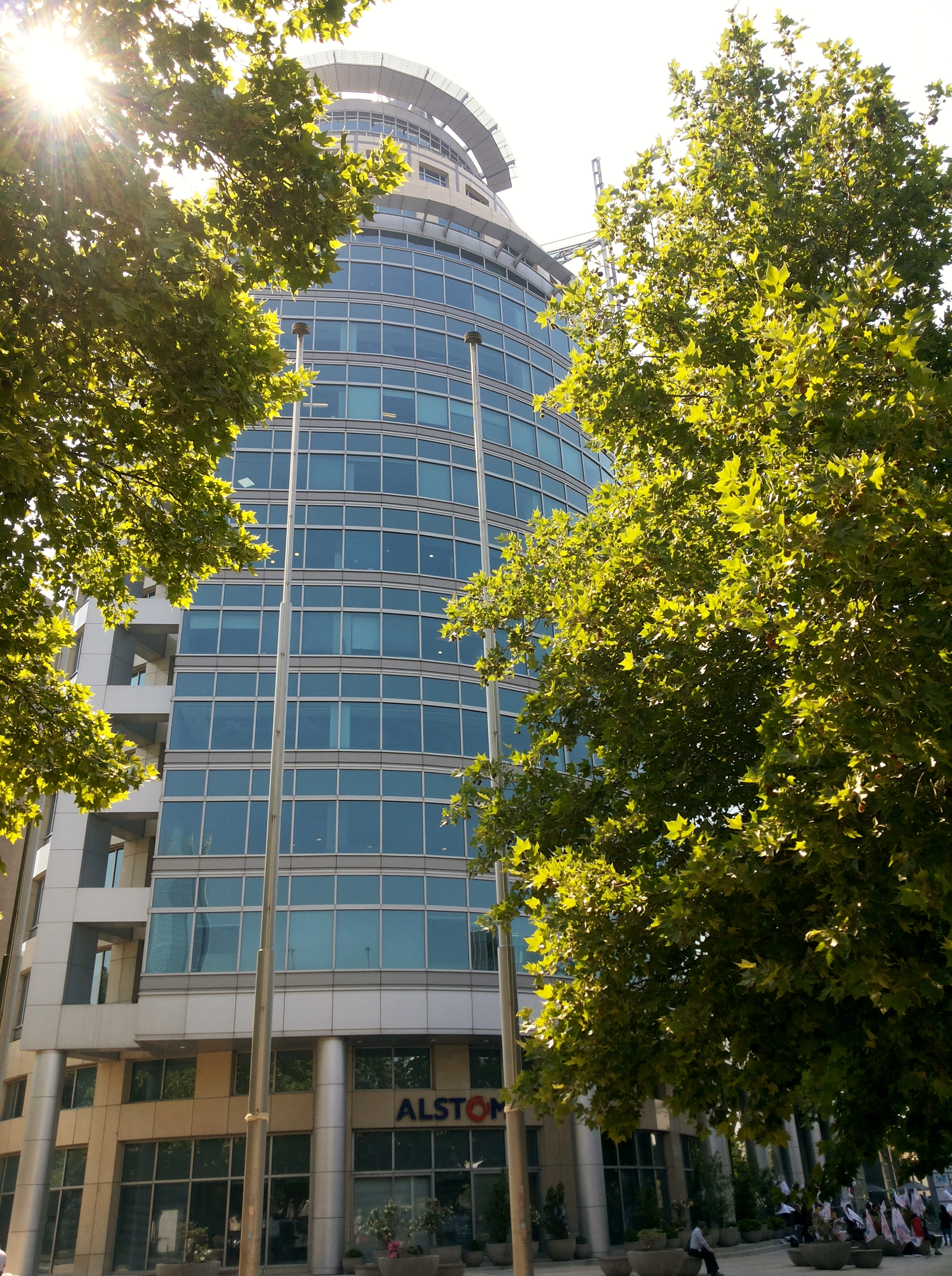
Edificio Birmann 24, donde la UNAB tiene sus oficinas centrales

La Universidad Andrés Bello cuenta con tres sedes en las ciudades de Santiago, Viña del Mar y Concepción.

#### Sede Santiago
- Campus República: Este es el campus que alberga la mayor cantidad de alumnos de la Universidad Andrés Bello (más de 16.000). Está ubicado en el barrio República, distribuido en 11 edificios que albergan carreras de Pregrado Diurno, Vespertino y Postgrados. Además de contar con su moderna Clínica Odontológica.
- Campus Creativo: Este es el campus está ubicado en Ernesto Pinto Lagarrigue 230 / Purísima 225, Recoleta (Metro Baquedano), alberga las carreras de Arquitectura, Artes Visuales, Diseño de Juegos Digitales, Diseño de Productos, Diseño de Vestuario y Textil, Diseño Gráfico, Periodismo y Publicidad
- Campus Casona de Las Condes: Inaugurada en 1996, corresponde a una antigua casa colonial, ubicada en el sector oriente, específicamente en Fernández Concha 700. Actualmente cuenta con grandes áreas verdes, edificios, biblioteca, casino y un auditorio. Alberga a más de 9.000 estudiantes, distribuidos en 6 edificios, además de su Polideportivo
- Campus Bellavista: Ubicado en el centro neurálgico de Santiago (Bellavista 0121), este campus alberga carreras de Pregrado Diurno y Vespertino y Advance. Cuenta con espacios para estudios, bibliotecas, hemiciclos, casino, auditorio, una plazoleta pública y conexión peatonal entre las calles Bellavista y Santa María.
- Campus Los Leones: Inaugurado en 2013, se ubica en la avenida Los Leones 767. El edificio aloja carreras de la Facultad de Economía y Negocios (Ingeniería en Administración de Empresas y Contador Auditor, en su régimen diurno, así como Ingeniería Comercial, Ingeniería en Administración de Empresas y Contador Auditor del Programa Advance).
- Campus Antonio Varas: Se compone de dos edificios ubicados en calle Antonio Varas (880 y 807). Cuenta con 12 mil metros cuadrados construidos, con modernas edificaciones de 6 y 5 pisos, respectivamente, donde se ubican tanto las áreas académicas como las docentes y administrativas de la Facultad de Ingeniería.

#### Sede Viña del Mar
- Campus Calle Quillota: Inaugurado en 2013 en calle Quillota #980, entre 11 y 12 Norte, cuenta con cuatro torres (A, B, C y D) que forman un cuadrado bajo el cual hay una plaza pública. Consta de 61.000 metros cuadrados construidos, con 100 salas de clases, 73 laboratorios, 3 auditorios y una biblioteca de 2280 metros cuadrados, con 43 box de estudios. Además funcionan allí el Centro de Simulación de la Carrera de Medicina, el Centro de Simulación de la Carrera de Enfermería, la Clínica Jurídica, la Clínica Psicológica, entre otras dependencias. Posee siete pisos de altura, en donde confluyen oficinas, salas de clases, 1 vasto casino, un Supermercado OXXO, entre otros, además de 3 pisos subterráneos donde se encuentran los estacionamientos, la biblioteca y los auditorios.
- Campus Creativo, ubicado en 13 Norte #766. Allí se imparten carreras de como Diseño, Arquitectura, etc.

#### Sede Concepción
Ubicada en la autopista Concepción-Talcahuano 7100, fue inaugurada en 2009. Posee un único edificio dividido en varias torres, que alberga 11 facultades y más de 20 carreras. Las dependencias cuentan con salas, biblioteca y casino.El Campus Concepción cuenta con un polideportivo, con gimnasio y piscina techados, además de una cancha de tenis, al aire libre.Tiene una superficie de terreno de 24 mil m2 y una superficie construida de 4 mil 500 m2.

## Administración

### Controversias
En junio de 2012, la Comisión Investigadora sobre el Funcionamiento de la Educación Superior de la Cámara de Diputados de Chile anunció que la Universidad Andrés Bello, junto con otras seis instituciones de educación superior (entre las que se incluían otras pertenecientes a Laureate International Universities), presentaban irregularidades en su administración, tales como el incumplimiento del requisito de corporación educacional sin fines de lucro, el pago de sueldos elevados a los miembros del directorio o ejecutivos, la externalización de servicios relevantes, el uso de «sociedades espejo» y la incorporación de familiares dentro del directorio. La institución además cae en el marco de «compra y venta de universidades bajo el control de grupos económicos y extranjeros».

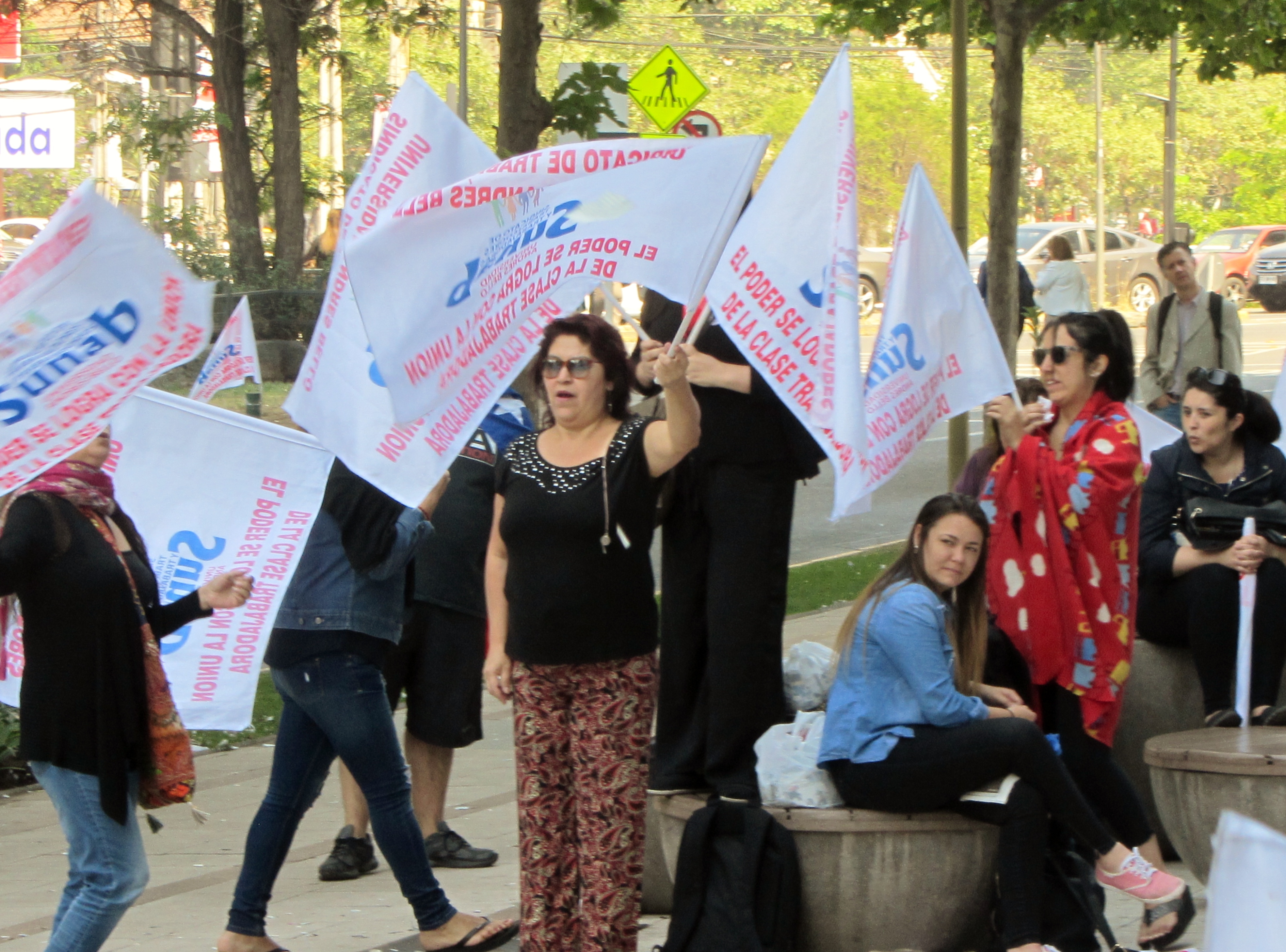
Protesta ante el Edificio Birmann 24, sede de las oficinas centrales de la UNAB

Hacia 2014, estos problemas aún persistían, sumándose problemas de infraestructura y aumento de los aranceles. A mediados de 2016, un grupo de estudiantes se tomaron diversas dependencias de la universidad, denunciando el retiro de utilidades por parte de la institución, cuestión penada de acuerdo a la ley chilena. A propósito de ello, la Comisión de Educación de la Cámara de Diputados solicitó al Ministerio de Educación que se investigara a la universidad por presunto lucro.
En noviembre de 2016, el Sindicato de la Universidad Andrés Bello (SUNAB) declaró una huelga legal por un aumento salarial después de que rechazara el ofrecimiento de la institución de aumentar en 5500 pesos chilenos los sueldos, cifra lejana a los 40.000 que pedían los trabajadores. Los funcionarios afirmaron que "no es aceptable que una universidad que en los 2 últimos años ha acumulado más de 33 mil millones de pesos en utilidades, pretenda aumentar en tan sólo $5.500 las remuneraciones", agregando que la UNAB "es la universidad que más gana en Chile y así lo ha admitido el propio controlador en Estados Unidos, lo que provocó serios cuestionamientos a la universidad, pues ésta estaría lucrando con el servicio educacional que presta". Los trabajadores no lograron su cometido en los 21 días que duró la huelga y finalmente hubo un reajuste de acuerdo al IPC (alrededor de 4500 pesos, más un bono de 100 000).
En abril de 2017, el rector de la UNAB, José Rodríguez, respecto de las acusaciones de lucro, señaló que «hay un claro interés político y un componente ideológico importante que se ha traducido en un hostigamiento permanente a Laureate y a su red. Se han utilizado diversos medios para iniciar y mantener abiertas indagatorias que hace mucho rato debieron cerrarse».
Finalmente,  en septiembre del mismo año se cerró la investigación por lucro contra la universidad, determinando que no se lograron reunir los antecedentes que lo acreditaran.
A principio de 2020, fue una de las 3 universidades en subir sus aranceles. Por ejemplo, Odontología tuvo un incremento de 4,3%, equivalente a $341.000 más que el valor del año pasado, lo que deja esta carrera con un costo anual de $8.331.920. Asimismo,subió en $324 mil; esto afectó en gran medida a las carreras de la facultad de medicina, odontología y ciencias de la vida. Según informaron desde la Universidad, el motivo del alza es el incremento de inversión en aspectos como innovación, infraestructura y campos clínicos, entre otros.
A mediados del año 2020; la universidad se vio envuelta en un caso de agresión hacia un alumno de la carrera de derecho que tenía una deuda de 300,000 CLP (equivalente a 1 mes de estudio), por medio de una empresa externa de cobranza. Posteriormente la Institución, por medio de un comunicado en redes sociales, se desligó de la empresa de cobranza.

## Investigación

### Centros de Investigación
La Universidad Andrés Bello cuenta con los siguientes Centros de Investigación:
- Centro de Biotecnología Vegetal
- Instituto de Ciencias Biomédicas
- Centro del Agua
- Centro de Investigación Marina Quintay CIMARQ
- Centro de Transporte y Logística
- Centro de Investigación para la Sustentabilidad
- Núcleo Milenio de Ingeniería Molecular y Química Supramolecular
- Centro de Estudios Latinoamericanos Sobre China
- Instituto de Tecnología para la Innovación en Salud y Bienestar (ITiSB)
- Centro de Química Teórica & Computacional (CQT&C)
- Instituto de Astrofísica
- Centro Teórico y Experimental de Física de Partículas (CTEPP)
- Centro de Biotecnología de Sistemas (CSB-UNAB)
- Centro de Investigación Urbana para el Desarrollo, el Hábitat y la Descentralización (CIUDHAD)
- Instituto del Deporte y Bienestar
- Instituto de Salud Pública
- Instituto UNAB de Políticas Públicas

### Departamentos
Además existen 11 departamentos:
- Departamento de Humanidades
- Departamento de Ciencias Biológicas
- Departamento Ciencias de la Ingeniería
- Departamento Ciencias Físicas
- Departamento Ciencias Químicas
- Departamento de Ecología y Biodiversidad
- Departamento de Economía y Administración
- Departamento de Inglés
- Departamento de Matemáticas
- Departamento de Morfología
- Departamento de Farmacología

### Programas de Doctorado
La Universidad Andrés Bello cuenta con los siguientes programas de doctorado:
- Ciencia e Ingeniería
  - Doctorado en Astrofísica (Programa acreditado por 5 años por la CNA, desde noviembre de 2022 hasta noviembre de 2027)
  - Doctorado Biotecnología (Programa acreditado por 6 años por la CNA. Desde octubre de 2018 a noviembre de 2024)
  - Doctorado en Biociencias Moleculares (Programa acreditado por 7 años, desde septiembre de 2021 a septiembre de 2028)
  - Doctorado en Fisicoquímica Molecular (Programa acreditado por la CNA por 7 años, desde noviembre de 2021 hasta noviembre de 2028)
  - Doctorado en Ciencias Físicas (Programa acreditado por 5 años por la CNA, desde diciembre del 2022 hasta diciembre de 2027)
  - Doctorado en Medicina de la Conservación (Programa acreditado por 5 años por la CNA. Desde junio de 2019 hasta junio de 2024)
  - Doctorado en Biomedicina (Programa acreditado por 3 años por la CNA. Desde agosto de 2023 hasta agosto de 2026)
  - Doctorado en Bioinformática y Biología de Sistemas (Programa acreditado por la CNA por 3 años, desde agosto de 2022 hasta agosto de 2025.)

- Educación y Ciencias Sociales
  - Doctorado en Teoría Crítica y Sociedad Actual (TECSA) (Programa acreditado por 3 años por la CNA. Desde noviembre de 2022 hasta noviembre de 2025)
  - Doctorado en Educación y Sociedad (Programa acreditado por 5 años por la CNA. Desde noviembre de 2023 hasta noviembre de 2028)

- Salud
  - Doctorado en Ciencia de Enfermería (Programa Acreditado 3 años por la CNA, desde noviembre de 2022 hasta noviembre de 2025)